# Іваново (Глазовський район)
Іва́ново (рос. Иваново) — присілок в Глазовському районі Удмуртії, Росія.

## Населення
Населення — 19 осіб (2010; 34 в 2002).
Національний склад станом на 2002 рік:
- удмурти — 97 %

## Урбаноніми[3]
- вулиці — Івановська